# (579077) 2014 LP28
(579077) 2014 LP28 est un transneptunien classé comme cubewano. Il pourrait mesurer 245 km de diamètre.